# Evangelisches Gemeindezentrum Hellersdorf

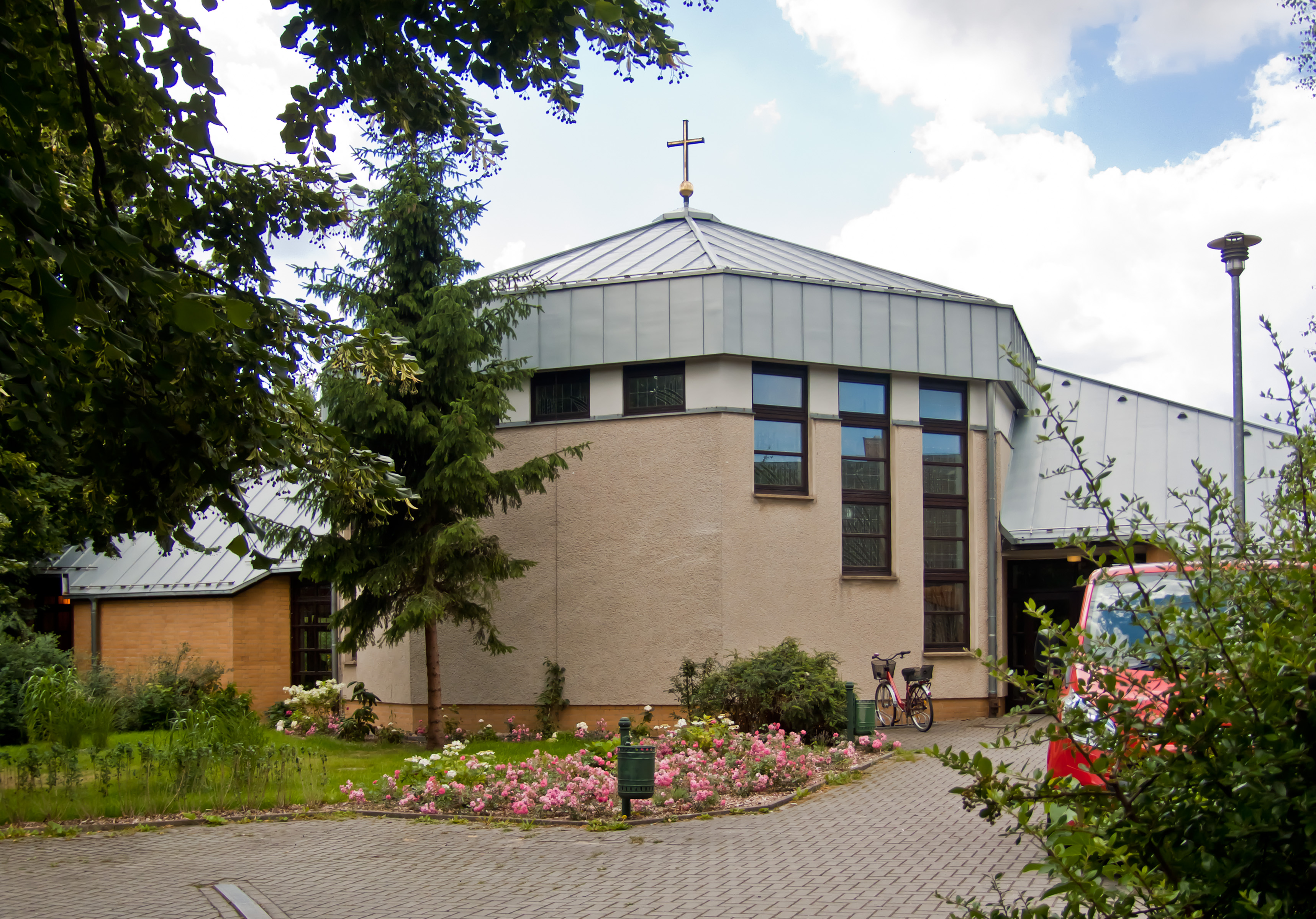
Gemeindezentrum Hellersdorf

Das evangelische Gemeindezentrum Hellersdorf steht in der Glauchauer Straße 7 im Berliner Ortsteil Hellersdorf des Bezirks Marzahn-Hellersdorf.

## Geschichte
1985 wurde ein Pfarrer in die seinerzeit neu entstandene sozialistische Großwohnsiedlung Hellersdorf entsandt, um eine neue evangelische Gemeinde aufzubauen. Erste Treffpunkte für Gemeindemitglieder waren zahlreiche Hauskreise. Zum 1. Januar 1987 erfolgte die Gründung der Kirchengemeinde. Die Gemeindearbeit fand in einer Neubauwohnung mit zwei kleinen Räumen statt. Am Anfang wurden die Gottesdienste in der Dorfkirche Kaulsdorf mit deren Gemeinde gemeinsam gefeiert. Die Grundsteinlegung für das Gemeindezentrum war am 9. Oktober 1990, das Richtfest am 10. April 1991 und die Einweihung am 13. Oktober 1991.

## Beschreibung
Die Entwurfsplanung stammt von dem Architekten Heinz Tellbach aus Berlin. Der oktogonale Zentralbau ist mit einem flachen Zeltdach bedeckt. An ihn schmiegen sich Anbauten für die übrigen Gemeinderäume. Die Innenarchitektur gestaltete Gabriele Baumann aus Berlin. Mittelpunkt des Gemeindezentrums ist der Gottesdienstraum. In ihm befinden sich der Altar, das Taufbecken und ein Ambo. Die Wände des Altarplatzes sind mit zart getönten Bleiglasfenstern ausgestattet, die viel Helligkeit in den Gottesdienstraum lassen. Sie ziehen den Blick zu dem großen Holzkreuz in der Mitte.
Am 18. Dezember 1994 wurde eine Orgel mit zwei Manualen, einem Pedal, elf Registern und 699 Pfeifen eingeweiht. Sie entstand bei der Mecklenburger Orgelbau.
Seit dem 17. Oktober 1999 hängen in einem freistehenden, hölzernen Glockenstuhl zwei von der Erlöserkirche geliehene Glocken. Beide wurden 1930 gegossen. Die größere Glocke trägt die Inschrift „Lasst den Christen-Glauben nimmermehr euch rauben“, die kleinere „O Land, Land, Land, höre des Herrn Wort“. Die dritte und größte Glocke wurde zum zehnjährigen Jubiläum der Gemeinde gegossen.